# Vénic-szil

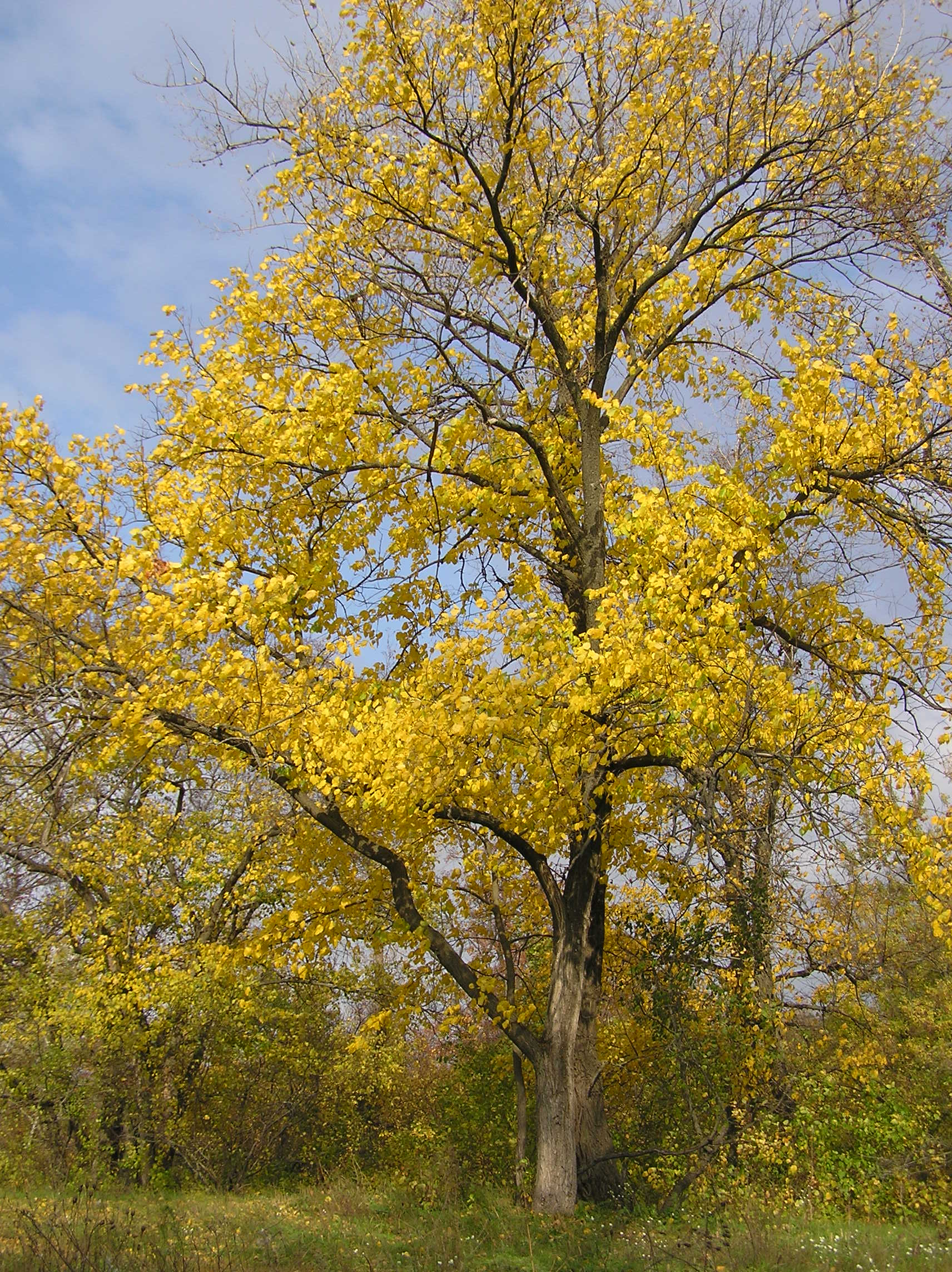
Őszi lombszínben a Volgográdi-víztározó közelében (Engelsi járás, Oroszország)

A vénic-szil (vénicszil, vénic szil, vénicfa Ulmus laevis) a kétszikűek (Dicotyledonopsida) osztályának a csalánvirágúak (Urticanae) alrendjébe, ezen belül a szilfafélék (Ulmaceae) családjába tartozó fafaj. Egyéb elnevezései: kocsányos, lobogós vagy nyolchímű szil, szúnyogfa.
2023-ban Magyarországon az Év fájává választották.

## Alaki jellemzői
Közepes termetű fa, legfeljebb 25 méter magasra nő meg. Törzse erősen ágas, térgörbe, alul nagy gyökérterpeszek jellemzik. Kérge barnásszürke, hálózatos repedezettsége azonban a szabálytalan lehámlás miatt sokszor kevésbé mutatkozik. Koronájára a szabálytalan alak jellemző, a szabad állású példányok alsó ágai lehajlanak. Vesszői vékonyak, fénylőn barna vagy vörösesbarna színűek. Rügyei tarkák, hegyesek. Levelei váltakozó állásúak, 6–13 cm hosszúak, vékonyak, felső oldaluk sima, fénylőn sötétzöld, fonákuk enyhén szőrözött. A levéllemezek alakja elliptikus, a levélszél kétszeresen, élesen fűrészes. 
Virágai egyivarúak és kétivarúak is lehetnek (poligám növény), levélhónaljakból csomókban nyílnak, változó hosszúságú kocsányon csüngenek, színük zöldesvörös. Lependéktermése van, a lependékek 12–15 mm hosszúak, élük pillás, a bennük levő egyetlen makkocska a szárny alapjához közel helyezkedik el.

## Biológiai jellemzők
Lombfakadása előtt virágzik, Magyarországon márciusban; termései pedig májusban érnek, s akkor már hullanak is. Lombozata ősszel sárga színűvé válik. Tuskóról és gyökérről egyaránt jól sarjad. Növekedésének gyorsasága mérsékelt, rövidebb életű: többnyire mintegy 100 évig él.

## Elterjedése
Kelet-, Délkelet-, Közép-Európa a hazája. Meleg kontinentális síkvidéki fafaj; domb- és hegyvidéken ritkán fordul elő, s ott is főleg a szélesebb völgyekben. Magyarországon az alföldeken előfordul, de területaránya elenyésző, többek közt a Gödöllői-dombság területén él.

## Élőhelye
Homoki tölgyesekben, puhafás ligeterdőkben, illetve keményfás ligeterdőkben (tölgy-kőris-szil ligeterdőkben) fordul elő; ritkán erdős sztyepp erdőkben, láperdőkben is megtalálható.

## Termőhelyigénye
Árnyéktűrő, melegigényes, az erdősztyepp klímatípusban fordul elő. A talajjal szemben igénytelen, de a semlegeshez közeli kémhatású talajokon fejlődik a legjobban; sziktűrő. Közepes tápanyagigénnyel rendelkezik. A nedves talajokat részesíti előnyben, és az egy hónapnál rövidebb idejű elöntést még kibírja.

## Társulásképessége
Nagy alkalmazkodóképességgel rendelkezik. Magzókorát 20-30 évesen éri el, apró lependéktermései a széllel jól terjednek. 

## Egyéb jellemzői
Fája vörösesbarna színű, kemény, nehéz és göcsös, nehezen hasadó. A szilfavész kevésbé károsítja, mint a többi szilfajt.

## Képek
|  |  |  |  |